# Heinrich Burchartz

Heinrich Burchartz als Corpsstudent 1886

Heinrich Burchartz (* 27. Dezember 1864 in Köln; † 9. August 1938 in Berlin) war ein deutscher Ingenieur und Professor der Baustoffkunde am Staatlichen Materialprüfungsamt in Berlin-Dahlem.

## Leben
In Köln geboren und aufgewachsen ging Heinrich Burchartz zum Sommersemester 1885 nach Berlin, um an der Technischen Hochschule Berlin Bauingenieurwesen zu studieren. Im gleichen Semester wurde er beim Corps Saxonia-Berlin aktiv. Nach dem Studium wechselte er 1889 als Assistent von Max Gary an die Königliche Prüfungsstation für Baumaterialien. Nach etwa zehn Jahren wurde er zum ständigen Mitarbeiter an der Königlich technischen Versuchsanstalt, in die die Königliche Prüfungsstation für Baumaterialien mittlerweile aufgegangen war, ernannt. 1917 erfolgte seine Ernennung zum Professor.  Nach dem Tode von Max Gary wurde er sein Nachfolger als Vorsteher der Abteilung für Baugewerbe im Dahlemer Institut. Nach dem Erreichen der Altersgrenze blieb er noch weitere drei Jahre bis 1932 im Amt. Zu seinem Nachfolger wurde Lothar Krüger ernannt.

## Forschungsschwerpunkte
Die Arbeiten von Heinrich Burchartz umfassten nahezu vollständig die gesamte Baustoff- und Materialprüfungskunde. Sein wissenschaftliches Hauptverdienst lag jedoch im Spezialgebiet der Bindemittelkunde. In seinem Buch Luftkalke und Luftkalkmörtel beschrieb er detailliert die Vorzüge und Nachteile dieser althergebrachten Baustoffe gegenüber Zement und Beton. Des Weiteren erforschte er den Zement und den hydraulischen Zuschlag, den Trass, sowie die Eigenschaften von Kalksandstein und Hochofenschlacke.

## Veröffentlichungen
(auszugsweise, auf dem Datenbankserver PUBLICA der BAM sind 83 Publikationen von Heinrich Burchartz verzeichnet)
- K. Memmler, H. Burchartz, H, Albrecht, H. Schluckebier, 0. Rappold, A. Nowak (Bearb.): Der Baustoff und seine Bearbeitung. Wilh. Ernst u. Sohn, Berlin 1921 (= Handbuch für Eisenbetonbau. Band 2); OCLC 916284119.
- H. Burchartz: Luftkalke und Luftmörtel. Ergebnisse von Versuchen, ausgeführt im Königlichen Materialprüfungsamt Groß-Lichterfelde-West. Julius Springer Verlag, Berlin 1908.
- H. Burchartz: Versuche mit Hochofenschlacke – ausgeführt im Staatlichen Materialprüfungsamt zu Berlin-Dahlem in den Jahren 1916 bis 1919. In: Mitteilungen aus dem Materialprüfungsamt zu Berlin-Dahlem, 1920, Band 38, Heft 2–3, S. 149–163.
- H. Burchartz: Die Eigenschaften von Traß und Traßmörtel. In: Mitteilungen aus dem Königlichen Materialprüfungsamt zu Berlin-Lichterfelde-West, 1913, Band 31, Heft 1, S. 1–56.
- H. Burchartz: Die Eigenschaften von Portlandzement, Eisenportlandaement, Hochofenzement und andere hydraulische Bindestoffe. In: Mitteilungen aus dem Materialprüfungsamt zu Berlin-Dahlem, 1919, Band 37, Heft 1–2, S. 85–109.